# Fritz Krisse

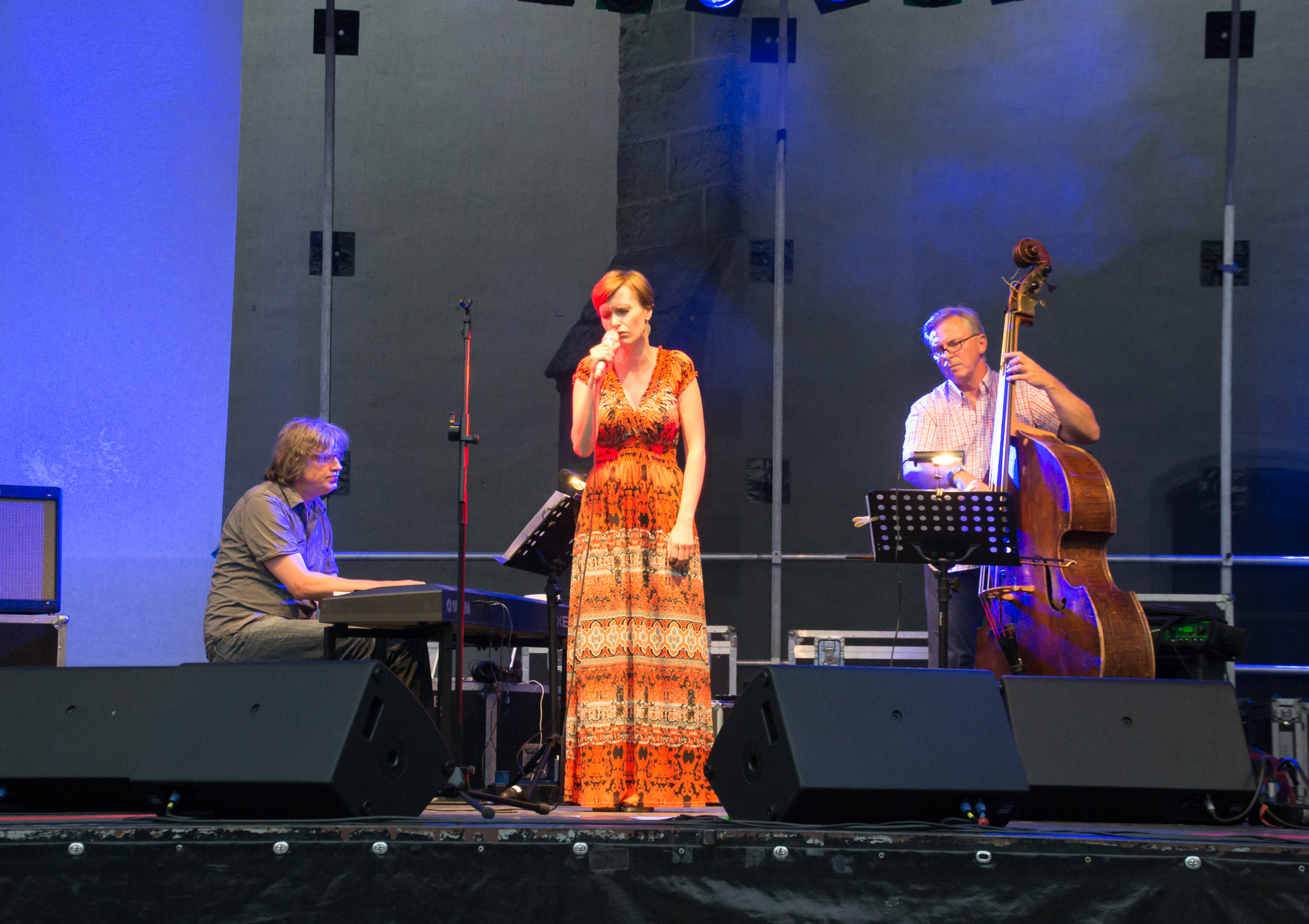
Georg Rox, Gabriela Koch und Fritz Krisse auf der Detmolder Sommerbühne 2014

Fritz Krisse (* 1957 im Dillkreis) ist ein Kontrabassist aus Detmold. Er veröffentlichte mehrere Alben mit unterschiedlichen Musikgruppen und komponiert für Radio und Dokumentationsfilme.

## Leben und Wirken
Nach seinem Abitur 1977 besuchte er die Musikhochschule Detmold. Dort studierte er klassischen Kontrabass bei Professor Walter Meuter. In seinem Studium war er Schüler von Sigi Busch und Eddie Gomez. 1983 beendete er sein Studium mit der künstlerischen Reifeprüfung.
Neben Auftritten bei verschiedenen Jazzfestivals arbeitete er bei Produktionen für den WDR, HR und Radio France mit. 
1984 gründete er das Fritz Krisse Trio mit dem Gitarristen Wolfram Seifert und dem Schlagzeuger Willio Lindfors. Durch den Saxophonisten Tony Lakatos wurde das Trio zum Quartett erweitert. Mit dem Projekt „Der Kontrabass als Soloinstrument im Wandel der Zeit“ konzertiert er seit 1991 und spielt sowohl klassische Sololiteratur, als auch Jazzstücke in einem Programm. 1994 wurde Krisse Bassist im Benny Bailey Quartet.
1995 erfolgten Konzertmitschnitte für den WDR und DeutschlandRadio Berlin. In diesem Jahr komponierte und produzierte Krisse Musik zu verschiedenen Dokumentationsfilmen für den WDR, den SWF und Arte. Unter anderem „Flucht in den Tod“ und die dreiteilige Produktion „Das weite Land“. 
Es entstand ein Trio mit Frank Wunsch und Lee Konitz. Anfang 1998 lebte diese Besetzung als Quartett mit dem Schlagzeuger Douglas Sides wieder auf. 
1996 formierte sich das Fritz Krisse Quartet neu mit Tony Lakatos, Bob Degen und Douglas Sides. Das Album „Soulcolours“ entstand. Im gleichen Jahr fand ein Konzertmitschnitt durch den WDR statt. 
1997 erschien die CD „Das Mikrofon“ mit Martin Classen, Georg Rox und Douglas Sides. In den letzten Jahren trat er im Quartett von Al Foster sowie im Duo mit Florian Weber auf, das seit 2009 auch zum Trio mit Claudio Puntin erweitert wurde.
Zudem leitet er die Jazzabteilung der Johannes-Brahms-Schule in Detmold. 

## Diskografische Hinweise
| - Double Spaces (2005) - Frank Wunsch September Waltz (2001, mit Lee Konitz, Kenny Wheeler, Peter Decker) - Firm Roots (1998) - The Hayes Projekt (1998) - Story Without Words (1998) - Das Mikrofon (1997) - Blues For Lady J. (1997) - Soulcolors (1996) - I Thought About You (1996) - Angel Eyes (1995) - Stream of Time (1992) - Le Dernier Tango (1984) |